# Francesca Modica
Francesca Modica (Forlì, 23 settembre 1981) è un'ex cestista e dirigente sportiva italiana.
Alta 175 cm, giocava come guardia in Nazionale italiana e in Serie A1 con Faenza, Venezia e Umbertide.
Ha frequentato la Facoltà di Scienze motorie e sportive all'Università di Chieti.

## Carriera

### Nei club
Ha iniziato a giocare ad otto anni con la Libertas di Forlì. Nel 1993 viene ingaggiata dal Club Atletico Faenza, con cui gioca tre stagioni piene nel settore giovanile. Nel 1996-97 esordisce in Serie A1, a poco più di quindici anni, giocando tre gare e segnando un punto. Nel 2001-02 diventa capitano di Faenza e viene eletta miglior giovane dell'anno. Si infortuna, però, al legamento crociato anteriore destro e rimane fuori per alcuni mesi.
Nel 2003-04 rientra in squadra, ma non è più il capitano. Passa così alla Reyer Venezia nel 2004-05. Ha raggiunto le semifinali dell'Euro Coppa con la maglia delle venete. Ha conquistato anche le semifinali dei play-off per lo scudetto nel 2006-07. Ha vinto la Coppa Italia 2008.
L'anno seguente torna in Romagna, al Club Atletico Faenza, dove conquista nuovamente la Coppa Italia 2009.
Nel 2011-12 passa alla Pallacanestro Femminile Umbertide.

### In Nazionale
Ha giocato con la nazionale italiana giovanile tra il 1997 e il 2000. Nel 2003 ha disputato le Universiadi a Taegu, in Corea del Sud. È stata convocata in quella maggiore da Gianni Lambruschi, nell'estate 2006 e per l'Europeo del 2007.
Il 2 luglio 2009 vince la medaglia d'oro ai Giochi del Mediterraneo di Pescara con la maglia della Nazionale italiana.

### Dirigente
A dicembre 2013 è stata ingaggiata dalla Pallacanestro Piacentina per collaborare con lo staff del settore giovanile.

## Statistiche

### Cronologia presenze e punti in Nazionale
| Cronologia completa delle presenze e dei punti in Nazionale - Italia | Cronologia completa delle presenze e dei punti in Nazionale - Italia | Cronologia completa delle presenze e dei punti in Nazionale - Italia | Cronologia completa delle presenze e dei punti in Nazionale - Italia | Cronologia completa delle presenze e dei punti in Nazionale - Italia | Cronologia completa delle presenze e dei punti in Nazionale - Italia | Cronologia completa delle presenze e dei punti in Nazionale - Italia | Cronologia completa delle presenze e dei punti in Nazionale - Italia |
| Data                                                                 | Città                                                                | In casa                                                              | Risultato                                                            | Ospiti                                                               | Competizione                                                         | Punti                                                                | Note                                                                 |
| -------------------------------------------------------------------- | -------------------------------------------------------------------- | -------------------------------------------------------------------- | -------------------------------------------------------------------- | -------------------------------------------------------------------- | -------------------------------------------------------------------- | -------------------------------------------------------------------- | -------------------------------------------------------------------- |
| 26-7-2007                                                            | Cavalese                                                             | Italia                                                               | 55 - 61                                                              | Russia                                                               | Amichevole                                                           | 6                                                                    | [ 7 ]                                                                |
| 27-7-2007                                                            | Cavalese                                                             | Italia                                                               | 85 - 76                                                              | Russia                                                               | Amichevole                                                           | 7                                                                    | [ 8 ]                                                                |
| 13-8-2007                                                            | Bormio                                                               | Italia                                                               | 85 - 67                                                              | Turchia                                                              | Torneo amichevole                                                    | 11                                                                   | [ 9 ]                                                                |
| 14-8-2007                                                            | Bormio                                                               | Italia                                                               | 60 - 63                                                              | Russia                                                               | Torneo amichevole                                                    | 5                                                                    | [ 10 ]                                                               |
| 17-8-2007                                                            | Bormio                                                               | Italia                                                               | 83 - 60                                                              | Slovenia                                                             | Amichevole                                                           | 8                                                                    | [ 11 ]                                                               |
| 18-8-2007                                                            | Bormio                                                               | Italia                                                               | 62 - 55                                                              | Slovenia                                                             | Amichevole                                                           | 7                                                                    | [ 12 ]                                                               |
| 28-8-2007                                                            | Kuşadası                                                             | Turchia                                                              | 65 - 57                                                              | Italia                                                               | Torneo amichevole                                                    | 7                                                                    | [ 13 ]                                                               |
| 29-8-2007                                                            | Kuşadası                                                             | Lituania                                                             | 83 - 62                                                              | Italia                                                               | Torneo amichevole                                                    | 0                                                                    | [ 14 ]                                                               |
| 30-8-2007                                                            | Kuşadası                                                             | Serbia                                                               | 82 - 68                                                              | Italia                                                               | Torneo amichevole                                                    | 5                                                                    | [ 15 ]                                                               |
| 7-9-2007                                                             | Porto San Giorgio                                                    | Italia                                                               | 83 - 74                                                              | Belgio                                                               | Torneo amichevole                                                    | 7                                                                    | [ 16 ]                                                               |
| 8-9-2007                                                             | Porto San Giorgio                                                    | Italia                                                               | 82 - 78                                                              | Rep. Ceca                                                            | Torneo amichevole                                                    | 8                                                                    | [ 17 ]                                                               |
| 9-9-2007                                                             | Porto San Giorgio                                                    | Italia                                                               | 63 - 60                                                              | Turchia                                                              | Torneo amichevole                                                    | 20                                                                   | [ 18 ]                                                               |
| 15-9-2007                                                            | Cervia                                                               | Italia                                                               | 88 - 101 dts                                                         | Croazia                                                              | Torneo amichevole                                                    | 14                                                                   | [ 19 ]                                                               |
| 16-9-2007                                                            | Cervia                                                               | Italia                                                               | 71 - 60                                                              | Germania                                                             | Torneo amichevole                                                    | 5                                                                    | [ 20 ]                                                               |
| 17-9-2007                                                            | Cervia                                                               | Italia                                                               | 51 - 61                                                              | Francia                                                              | Torneo amichevole                                                    | 0                                                                    | [ 21 ]                                                               |
| 20-9-2007                                                            | Cervia                                                               | Italia                                                               | 57 - 50                                                              | Turchia                                                              | Amichevole                                                           | 17                                                                   | [ 22 ]                                                               |
| 24-9-2007                                                            | Chieti                                                               | Italia                                                               | 55 - 60                                                              | Russia                                                               | EuroBasket 2007 - Prima fase Girone C                                | 5                                                                    | [ 23 ]                                                               |
| 25-9-2007                                                            | Chieti                                                               | Italia                                                               | 65 - 55                                                              | Grecia                                                               | EuroBasket 2007 - Prima fase Girone C                                | 6                                                                    | [ 24 ]                                                               |
| 26-9-2007                                                            | Chieti                                                               | Italia                                                               | 48 - 64                                                              | Francia                                                              | EuroBasket 2007 - Prima fase Girone C                                | 4                                                                    | [ 25 ]                                                               |
| 29-9-2007                                                            | Ortona                                                               | Italia                                                               | 64 - 79                                                              | Spagna                                                               | EuroBasket 2007 - Seconda fase Girone F                              | 0                                                                    | [ 26 ]                                                               |
| 1-10-2007                                                            | Ortona                                                               | Italia                                                               | 64 - 43                                                              | Serbia                                                               | EuroBasket 2007 - Seconda fase Girone F                              | 13                                                                   | [ 27 ]                                                               |
| 3-10-2007                                                            | Ortona                                                               | Italia                                                               | 51 - 66                                                              | Bielorussia                                                          | EuroBasket 2007 - Seconda fase Girone F                              | 15                                                                   | [ 28 ]                                                               |
| 24/07/2008                                                           | Bormio                                                               | Italia                                                               | 63 - 60                                                              | Grecia                                                               | Torneo amichevole                                                    | 6                                                                    | [ 29 ]                                                               |
| 25/07/2008                                                           | Bormio                                                               | Italia                                                               | 66 - 58                                                              | Lituania                                                             | Torneo amichevole                                                    | 2                                                                    | [ 30 ]                                                               |
| 26/07/2008                                                           | Bormio                                                               | Italia                                                               | 66 - 69                                                              | Belgio                                                               | Torneo amichevole                                                    | 9                                                                    | [ 31 ]                                                               |
| 31/07/2008                                                           | Poprad                                                               | Slovacchia                                                           | 79 - 52                                                              | Italia                                                               | Torneo amichevole                                                    | 7                                                                    | [ 32 ]                                                               |
| 01/08/2008                                                           | Poprad                                                               | Italia                                                               | 68 - 70                                                              | Canada                                                               | Torneo amichevole                                                    | 0                                                                    | [ 33 ]                                                               |
| 02/08/2008                                                           | Poprad                                                               | Italia                                                               | 70 - 58                                                              | Germania                                                             | Torneo amichevole                                                    | 6                                                                    | [ 34 ]                                                               |
| 13-8-2008                                                            | Danzica                                                              | Polonia                                                              | 63 - 59                                                              | Italia                                                               | Qual. Euro 2009 - Gruppo B                                           | 7                                                                    | [ 35 ]                                                               |
| 16-8-2008                                                            | Cagliari                                                             | Italia                                                               | 77 - 62                                                              | Finlandia                                                            | Qual. Euro 2009 - Gruppo B                                           | 3                                                                    | [ 36 ]                                                               |
| 30-8-2008                                                            | Bologna                                                              | Italia                                                               | 69 - 76                                                              | Polonia                                                              | Qual. Euro 2009 - Gruppo B                                           | 2                                                                    | [ 37 ]                                                               |
| 3-9-2008                                                             | Espoo                                                                | Finlandia                                                            | 52 - 68                                                              | Italia                                                               | Qual. Euro 2009 - Gruppo B                                           | 8                                                                    | [ 38 ]                                                               |
| 6-9-2008                                                             | Schio                                                                | Italia                                                               | 75 - 49                                                              | Bosnia ed Erzegovina                                                 | Qual. Euro 2009 - Gruppo B                                           | 7                                                                    | [ 39 ]                                                               |
| 13-9-2008                                                            | Adana                                                                | Turchia                                                              | 80 - 61                                                              | Italia                                                               | Qual. Euro 2009 - Gruppo B                                           | 7                                                                    | [ 40 ]                                                               |
| 26/05/2009                                                           | Alba Adriatica                                                       | Italia                                                               | 60 - 64                                                              | Grecia                                                               | Amichevole                                                           | 2                                                                    | [ 41 ]                                                               |
| 28/05/2009                                                           | Porto San Giorgio                                                    | Italia                                                               | 68 - 55                                                              | Croazia                                                              | Amichevole                                                           | 13                                                                   | [ 42 ]                                                               |
| 30/05/2009                                                           | Porto San Giorgio                                                    | Italia                                                               | 63 - 67                                                              | Grecia                                                               | Amichevole                                                           | 8                                                                    | [ 43 ]                                                               |
| 01/06/2009                                                           | Porto San Giorgio                                                    | Italia                                                               | 56 - 60                                                              | Serbia                                                               | Amichevole                                                           | 2                                                                    | [ 44 ]                                                               |
| 07/06/2009                                                           | Valmiera                                                             | Francia                                                              | 76 - 61                                                              | Italia                                                               | EuroBasket 2009 - Prima fase                                         | 9                                                                    | [ 45 ]                                                               |
| 08/06/2009                                                           | Valmiera                                                             | Italia                                                               | 75 - 64                                                              | Israele                                                              | EuroBasket 2009 - Prima fase                                         | 1                                                                    | [ 46 ]                                                               |
| 09/06/2009                                                           | Valmiera                                                             | Italia                                                               | 67 - 58                                                              | Bielorussia                                                          | EuroBasket 2009 - Prima fase                                         | 0                                                                    | [ 47 ]                                                               |
| 12/06/2009                                                           | Riga                                                                 | Turchia                                                              | 64 - 59                                                              | Italia                                                               | EuroBasket 2009 - Prima fase                                         | 0                                                                    | [ 48 ]                                                               |
| 14/06/2009                                                           | Riga                                                                 | Russia                                                               | 67 - 59                                                              | Italia                                                               | EuroBasket 2009 - Seconda fase                                       | 3                                                                    | [ 49 ]                                                               |
| 16/06/2009                                                           | Riga                                                                 | Italia                                                               | 72 - 58                                                              | Lituania                                                             | EuroBasket 2009 - Seconda fase                                       | 5                                                                    | [ 50 ]                                                               |
| 17/06/2009                                                           | Riga                                                                 | Spagna                                                               | 61 - 42                                                              | Italia                                                               | EuroBasket 2009 - Quarti di finale                                   | 0                                                                    | [ 51 ]                                                               |
| 19/06/2009                                                           | Riga                                                                 | Italia                                                               | 68 - 66 dts                                                          | Lettonia                                                             | EuroBasket 2009 - Semifinale 5º posto                                | 2                                                                    | [ 52 ]                                                               |
| 20/06/2009                                                           | Riga                                                                 | Grecia                                                               | 60 - 56                                                              | Italia                                                               | EuroBasket 2009 - Finale 5º posto                                    | 0                                                                    | [ 53 ]                                                               |
| 28/06/2009                                                           | Ortona                                                               | Italia                                                               | 118 - 35                                                             | Albania                                                              | G. Mediterraneo 2009 - Fase a gironi                                 | 13                                                                   | [ 54 ]                                                               |
| 29/06/2009                                                           | Ortona                                                               | Italia                                                               | 71 - 89                                                              | Croazia                                                              | G. Mediterraneo 2009 - Fase a gironi                                 | 6                                                                    | [ 55 ]                                                               |
| 30/06/2009                                                           | Pescara                                                              | Italia                                                               | 63 - 60                                                              | Grecia                                                               | G. Mediterraneo 2009 - Semifinale                                    | 0                                                                    | [ 56 ]                                                               |
| 02/07/2009                                                           | Pescara                                                              | Italia                                                               | 70 - 54                                                              | Serbia                                                               | G. Mediterraneo 2009 - Finale                                        | 2                                                                    | [ 57 ]                                                               |
| 14/07/2010                                                           | Cavalese                                                             | Italia                                                               | 61 - 45                                                              | Turchia                                                              | Amichevole                                                           | 17                                                                   | [ 58 ]                                                               |
| 15/07/2010                                                           | Cavalese                                                             | Italia                                                               | 56 - 61                                                              | Lettonia                                                             | Torneo amichevole                                                    | 0                                                                    | [ 59 ]                                                               |
| 23/07/2010                                                           | Konya                                                                | Turchia                                                              | 51 - 67                                                              | Italia                                                               | Torneo amichevole                                                    | 0                                                                    | [ 60 ]                                                               |
| 24/07/2010                                                           | Konya                                                                | Lettonia                                                             | 66 - 68                                                              | Italia                                                               | Torneo amichevole                                                    | 0                                                                    | [ 61 ]                                                               |
| 25/07/2010                                                           | Konya                                                                | Slovacchia                                                           | 54 - 71                                                              | Italia                                                               | Torneo amichevole                                                    | 0                                                                    | [ 62 ]                                                               |
| 02/08/2010                                                           | Cagliari                                                             | Italia                                                               | 69 - 76                                                              | Croazia                                                              | Qual. Euro 2011 - Girone A                                           | 2                                                                    | [ 63 ]                                                               |
| 05/08/2010                                                           | Courtrai                                                             | Belgio                                                               | 78 - 73                                                              | Italia                                                               | Qual. Euro 2011 - Girone A                                           | 6                                                                    | [ 64 ]                                                               |
| 11/08/2010                                                           | Cagliari                                                             | Italia                                                               | 87 - 72                                                              | Lituania                                                             | Qual. Euro 2011 - Girone A                                           | 0                                                                    | [ 65 ]                                                               |
| 14/08/2010                                                           | Almere                                                               | Paesi Bassi                                                          | 60 - 70                                                              | Italia                                                               | Qual. Euro 2011 - Girone A                                           | 7                                                                    | [ 66 ]                                                               |
| 17/08/2010                                                           | Gospić                                                               | Croazia                                                              | 74 - 63                                                              | Italia                                                               | Qual. Euro 2011 - Girone A                                           | 1                                                                    | [ 67 ]                                                               |
| 20/08/2010                                                           | Cagliari                                                             | Italia                                                               | 67 - 57                                                              | Belgio                                                               | Qual. Euro 2011 - Girone A                                           | 2                                                                    | [ 68 ]                                                               |
| 26/08/2010                                                           | Kaunas                                                               | Lituania                                                             | 81 - 83                                                              | Italia                                                               | Qual. Euro 2011 - Girone A                                           | 3                                                                    | [ 69 ]                                                               |
| 29/08/2010                                                           | Cagliari                                                             | Italia                                                               | 68 - 59                                                              | Paesi Bassi                                                          | Qual. Euro 2011 - Girone A                                           | 3                                                                    | [ 70 ]                                                               |
| Totale                                                               |                                                                      | Presenze                                                             | 64                                                                   |                                                                      | Punti                                                                | 341                                                                  |                                                                      |

## Palmarès
- Giochi del Mediterraneo: 1
Nazionale italiana: Italia 2009.
- Campionato italiano di Serie A2: 1
Penta Faenza: 1998-1999.
- Coppa Italia: 2
Reyer Venezia: 2008; C.A. Faenza: 2009.